# カルロバ (小惑星)
カルロバ (360 Carlova) は、小惑星帯にあるとても大きな小惑星。C型小惑星に分類され、炭素化合物からできていると考えられる。
1893年3月11日にオーギュスト・シャルロワがニースで発見した。名前の由来は不明である。